# Faustball-Europameisterschaft der Frauen 2003
Die 6. Faustball-Europameisterschaft der Frauen fand am 23. und 24. August 2003 in Arnreit (Österreich) statt. Österreich war zum zweiten Mal Ausrichter der Faustball-Europameisterschaft der Frauen.

## Platzierungen
| Rang | Land        |
| ---- | ----------- |
| 1.   | Deutschland |
| 2.   | Österreich  |
| 3.   | Schweiz     |